# بوبي داير
بوبي داير (بالإنجليزية: Bobby Dyer)‏ هو لاعب اتحاد الرغبي جنوب أفريقي، ولد في 4 ديسمبر 1986 في بورت إليزابيث في جنوب أفريقيا.